# Ґольяти
Ґольяти (пол. Goliaty) — село в Польщі, у гміні Любовідз Журомінського повіту Мазовецького воєводства.
Населення — 55 осіб (2011).
У 1975-1998 роках село належало до Цехановського воєводства.

## Демографія
Демографічна структура станом на 31 березня 2011 року:
|          | Загалом | Допрацездатний вік | Працездатний вік | Постпрацездатний вік |
| -------- | ------- | ------------------ | ---------------- | -------------------- |
| Чоловіки | 27      | 4                  | 19               | 4                    |
| Жінки    | 28      | 5                  | 17               | 6                    |
| Разом    | 55      | 9                  | 36               | 10                   |